# Kaveripakkam
Kaveripakkam é uma panchayat (vila) no distrito de Vellore, no estado indiano de Tamil Nadu.

## Demografia
Segundo o censo de 2001,  Kaveripakkam  tinha uma população de 12,514 habitantes. Os indivíduos do sexo masculino constituem 50% da população e os do sexo feminino 50%. Kaveripakkam tem uma taxa de literacia de 72%, superior à média nacional de 59.5%: a literacia no sexo masculino é de 79% e no sexo feminino é de 64%. Em Kaveripakkam, 9% da população está abaixo dos 6 anos de idade.